# Parallel Lines
Parallel Lines ist das dritte Studioalbum der US-amerikanischen Rockband Blondie. Es wurde im September 1978 veröffentlicht und gilt als Klassiker der New Wave.

## Hintergrund

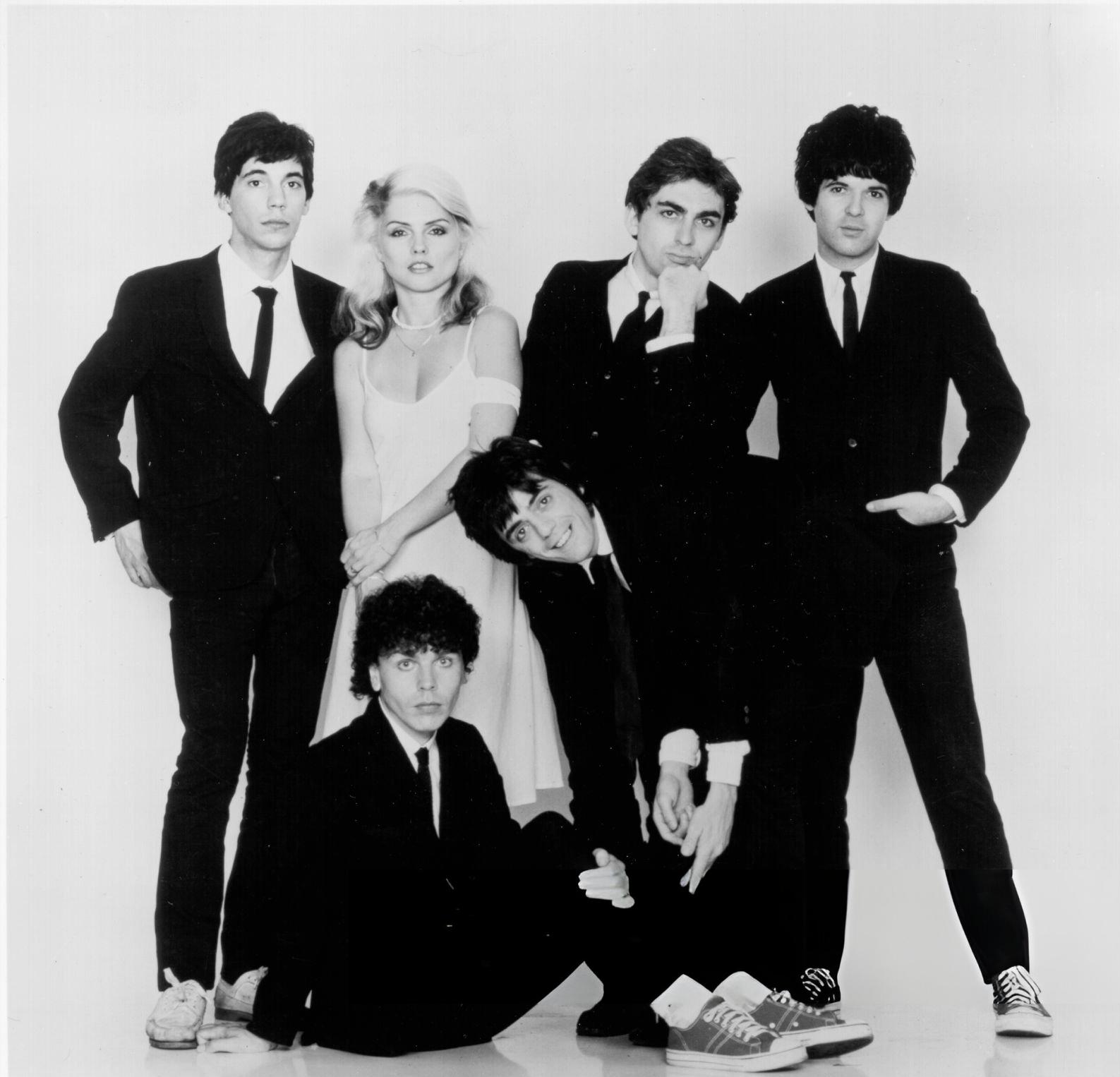
Blondie (1978)

Das Album Parallel Lines war das dritte Album der Band und das erste Album, das vom britischen Erfolgsproduzenten Mike Chapman produziert wurde. Es wurde das erfolgreichste Album in der Geschichte der Band und erreichte den ersten Platz der britischen Albumcharts. Sechs Songs des Albums wurden als Single veröffentlicht.
Für Parallel Lines hatte die Sängerin Deborah Harry einen Text geschrieben, der den gleichen Titel trägt. Der Text wurde nie vertont, gab dem Album aber seinen Titel. Das Lied Heart of Glass war ursprünglich nur 3:34 lang (lt. Originalalbum LP-Label). Die Disco-Version der Maxi-Single ist 5:50 lang. Aufgrund des weltweiten Erfolges der Disco-Version wurde bei neueren Auflagen des Albums die alte Version durch die Disco-Version ersetzt.
Das Album erschien 1983 erstmals auf CD. 2001 veröffentlichte Chrysalis Parallel Lines mit vier Bonustracks neu, diese sind auch auf den meisten späteren CD-Ausgaben enthalten. Im Juni 2008 brachte Capitol eine „Deluxe Collector’s Edition“ auf den Markt, die neben vier Bonustracks auch Musikvideos auf einer beiliegenden DVD umfasst.

## Titelliste
Seite 1
1. Hanging on the Telephone (Jack Lee) – 2:17
2. One Way or Another (Nigel Harrison, Deborah Harry) – 3:31
3. Picture This (Jimmy Destri, Deborah Harry, Chris Stein) – 2:53
4. Fade Away and Radiate (Chris Stein) – 3:57
5. Pretty Baby (Deborah Harry, Chris Stein) – 3:16
6. I Know but I Don’t Know (Frank Infante) – 3:53
Seite 2
7. 11:59 (Jimmy Destri) – 3:19
8. Will Anything Happen (Jack Lee) – 2:55
9. Sunday Girl (Chris Stein) – 3:01
10. Heart of Glass (Deborah Harry, Chris Stein) – 3:34 (später: Disco Mix – 5:50)
11. I’m Gonna Love You Too (Joe B. Mauldin, Norman Petty, Niki Sullivan) – 2:03
12. Just Go Away (Deborah Harry) – 3:21
CD-Bonustracks (2001)
13.Once I Had a Love (a.k.a. The Disco Song) (1978 Demo Version) (Harry, Stein) – 3:18
14. Bang a Gong (Get It On) (Recorded Live 11/4/78 at The Paradise in Boston, MA) (Marc Bolan) – 5:30
15. I Know but I Don’t Know (Recorded Live 11/6/78 at the Walnut Theatre in Philadelphia, PA) (Infante) – 4:35
16. Hanging on the Telephone (Recorded Live 1980 in Dallas, TX) (Lee) – 2:21
CD-Bonustracks (2008)
13. Heart of Glass (7″ Single Version) (Stein, Harry) – 4:10
14. Sunday Girl (French Version) (Stein) – 3:04
15. Hanging on the Telephone (Nosebleed Handbag Remix) (Lee) – 6:14
16. Fade Away and Radiate (108 BPM Remix) (Stein) – 5:16

## Singles

### Hanging on the Telephone
Hanging on the Telephone ist eine Coverversion eines Songs der US-amerikanischen Band The Nerves, die das Lied 1976 auf ihrem einzigen Album veröffentlichte. Für Blondie war es die zweite Singleauskoppelung des Albums, und der Song erreichte den 5. Platz der britischen Singlecharts. 2006 nahm die britische Girlband Girls Aloud den Song auf und veröffentlichte ihn auf einer limitierten Sonderedition des Albums The Sound of Girls Aloud. Im selben Jahr erschien eine Coverversion der Hard-Rock-Band Def Leppard auf deren Album Yeah!.

### One Way or Another
One Way or Another wurde als Single nur in den USA veröffentlicht. Als Nachfolger von Heart of Glass erreichte der Song den 24. Platz der Billboard-Charts. In Kanada und den USA erhielt es außerdem Aufnahme in das 1981 erschienene Album The Best of Blondie. One Way or Another gehört zu den beliebtesten Songs der Band.

### Picture This
Picture This gilt als der erste Song der Band, der von Mike Chapman produziert wurde. Der Song war die erste Singleauskoppelung des Albums in Großbritannien und erreichte den zwölften Platz der Charts. Der Fotograf Mick Rock veröffentlichte 2004 ein Buch mit dem Titel Picture This – The Many Faces of Blondie.

### Sunday Girl
Sunday Girl wurde als Nachfolgesingle von Heart of Glass in Großbritannien veröffentlicht und erreichte den ersten Platz der Charts. In Deutschland erreichte der Song ebenfalls als Nachfolger von Heart of Glass den sechsten Platz der Charts. Von Sunday Girl veröffentlichte Blondie außerdem eine Version in französischer Sprache. In Großbritannien erschien die französische Fassung als B-Seite der Maxi-Single von Sunday Girl.

### Heart of Glass
Heart of Glass war der größte Hit der Band. Der Song erreichte in zahlreichen Ländern die erste Position der Singlecharts, darunter in Deutschland, Großbritannien und den USA. Er wurde zum weltweiten Hit und entwickelte sich zum Klassiker des New Wave.

### I’m Gonna Love You Too
I’m Gonna Love You Too ist eine Coverversion eines Songs aus dem Repertoire von Buddy Holly. Er erschien erstmals 1958 auf Hollys zweitem Album und wurde außerdem als Single veröffentlicht. Aufgrund des hohen Bekanntheitsgrades des Songs in den USA entschieden die Produzenten, dieses Lied als erste Singleauskopplung in den USA zu veröffentlichen. Diese Kalkulation schlug jedoch fehl, und die Single kam nicht in die Charts.

## Rezeption

### Ehrungen
Heart of Glass wurde 2016 in die Grammy Hall of Fame aufgenommen. 2024 nahm die Library of Congress das Album in die National Recording Registry auf.

### Rezensionen
Rolling Stone wählte Parallel Lines 2003 auf Platz 140 und 2020 auf Platz 146 der 500 besten Alben aller Zeiten. Heart of Glass belegte 2004 Platz 259 und 2021 Platz 138 der 500 besten Songs aller Zeiten. One Way or Another rangierte 2004 auf Platz 305.
In der Aufstellung der 500 besten Alben aller Zeiten des New Musical Express erreichte Parallel Lines Platz 45. Das Magazin führt Heart of Glass auf Platz 19 der 500 besten Songs aller Zeiten.
Pitchfork wählte das Album auf Platz 76 der 100 besten Alben der 1970er Jahre sowie Heart of Glass auf Platz 18 der 200 besten Songs des Jahrzehnts.
In der Auswahl der 200 besten Alben aller Zeiten von Uncut belegt es Platz 58. Parallel Lines gehört zu den 1001 Albums You Must Hear Before You Die.

## Kommerzieller Erfolg

### Chartplatzierungen
| ChartsChartplatzierungen       | Höchstplatzierung | Wochen/ Monate |
| ------------------------------ | ----------------- | -------------- |
| Deutschland (GfK)              | 9 (30 Wo.)        | 30 Wo.         |
| Österreich (Ö3)                | 24 (1 Mt.)        | 1 Mt.          |
| Vereinigte Staaten (Billboard) | 6 (103 Wo.)       | 103 Wo.        |
| Vereinigtes Königreich (OCC)   | 1 (114 Wo.)       | 114 Wo.        |

| ChartsJahrescharts (1978)    | Platzierung |
| ---------------------------- | ----------- |
| Vereinigtes Königreich (OCC) | 38          |

| ChartsJahrescharts (1979)      | Platzierung |
| ------------------------------ | ----------- |
| Deutschland (GfK)              | 17          |
| Vereinigte Staaten (Billboard) | 9           |
| Vereinigtes Königreich (OCC)   | 1           |

| ChartsJahrescharts (1980)      | Platzierung |
| ------------------------------ | ----------- |
| Vereinigte Staaten (Billboard) | 40          |
| Vereinigtes Königreich (OCC)   | 42          |

### Auszeichnungen für Musikverkäufe
Das Album wurde am 6. Juni 1979 von der Recording Industry Association of America für eine Million verkaufte Einheiten erstmals mit Platin-Status zertifiziert.
| Land/Region                  | Auszeichnungen für Musikverkäufe (Land/Region, Auszeichnung, Verkäufe) | Verkäufe  |
| ---------------------------- | ---------------------------------------------------------------------- | --------- |
| Kanada (MC)                  | 4× Platin                                                              | 400.000   |
| Neuseeland (RMNZ)            | Platin                                                                 | 20.000    |
| Niederlande (NVPI)           | Gold                                                                   | 50.000    |
| Vereinigte Staaten (RIAA)    | Platin                                                                 | 1.000.000 |
| Vereinigtes Königreich (BPI) | Platin                                                                 | 300.000   |
| Insgesamt                    | 1× Gold · 7× Platin ·                                                  | 1.770.000 |